# برونو إدواردو مورايس
برونو إدواردو مورايس (بالبرتغالية: Bruno Eduardo Moraes‏) (12 يناير 1989 في البرازيل - ) هو لاعب كرة قدم برازيلي في مركز الهجوم. لعب مع أتلتيكو براغانتينو وجمعية بورتوغيزا الرياضية وسانتو أندريه ونادي أتلتيكو فيروفياريو ونادي فيروفياريا ونادي سانتا كروز وEsporte Clube Taubaté ‏ وPorto Alegre Futebol Clube ‏ وريد بول برازيل.

## وصلات خارجية
- برونو إدواردو مورايس على موقع Soccerway.com (الإنجليزية)